# Totem Blues
Totem Blues ist ein Jazzalbum von Mario Pavone. Die am 10. August 2000 in den Northern Track Studios, New York City entstandenen Aufnahmen erschienen am 30. Oktober 2000 auf dem Label Knitting Factory Works.

## Hintergrund
Der Bassist Mario Pavone leitete für diese Produktion ein Oktett, die Musiker waren die Posaunisten Art Baron und Peter McEachern, die Holzbläser Mike DiRubbo, Jimmy Greene und George Sovak, des Weiteren  Peter Madsen am Piano und Matt Wilson am Schlagzeug.  David R. Adler wies darauf hin, dass Madsen und Wilson zu jener Zeit bei Pavone in dessen Nu Trio tätig waren, so dass das Oktett als logische Erweiterung des Trios verstanden werden könne. Drei der Titel – „Bass Song“, „New Socks“ und „Poet o Central Park“ (letzteres von dem 1998 verstorbenen Thomas Chapin) – sind auf den CDs der Pavone-Band Motion Poetry erschienen.

## Titelliste
- Mario Pavone Octet: Totem Blues (Knitting Factory Works KFW 292)[3]

1. Not Five Kimono 5:30
2. Sequence 6:47
3. Totem (Mario Pavone / Laurent de Wilde) 5:00
4. Poet o Central Park (Thomas Chapin) 8:02
5. Bass Song 6:07
6. Bella Avo Fero 7:22
7. Otic 3:50
8. New Socks 5:16
9. Odette 3:04
10. Cherry Bars 7:30

Sofern nicht anders angegeben, stammen alle Kompositionen von Mario Pavone.

## Rezeption

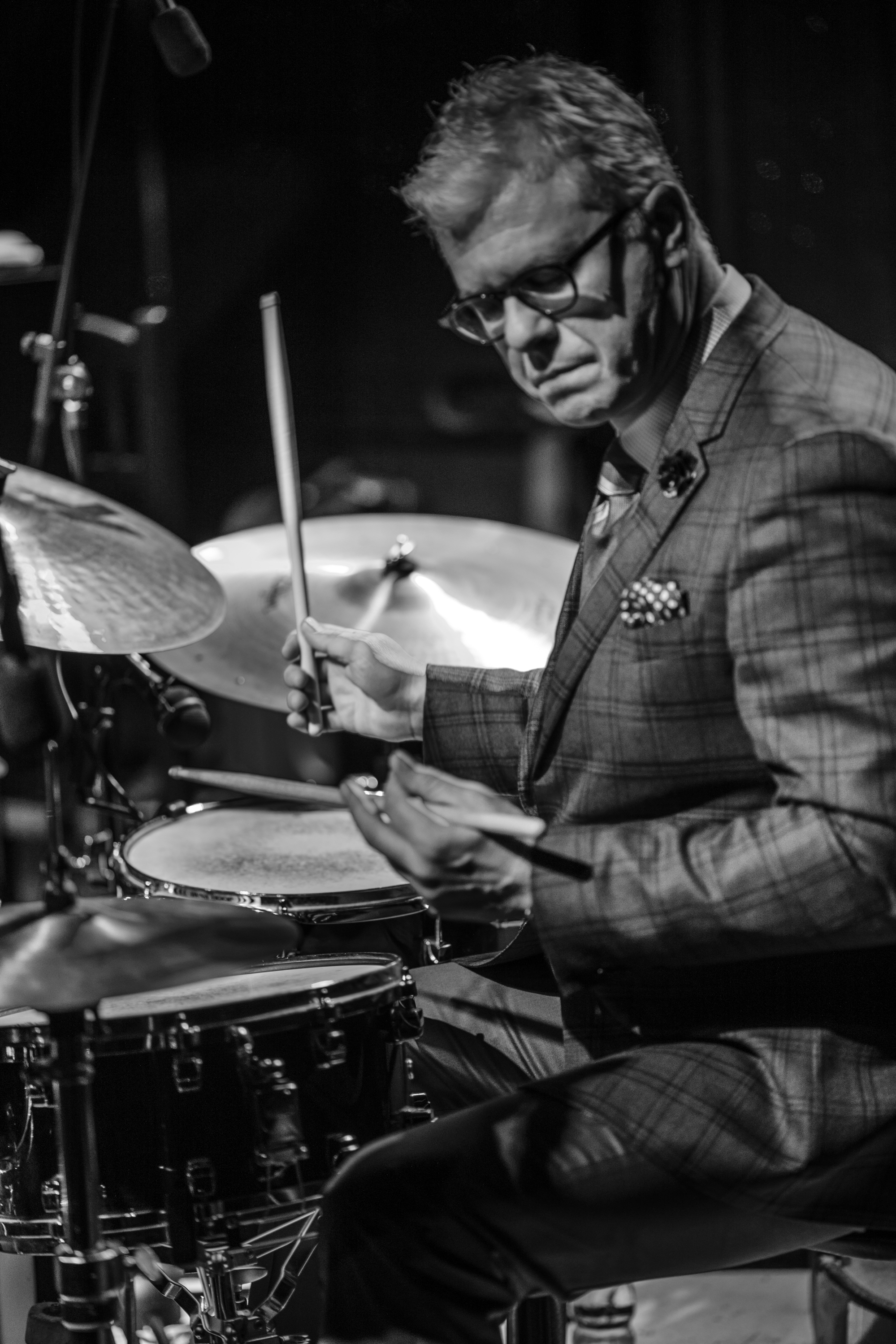
Matt Wilson (2017)

David R. Adler verlieh dem Album in Allmusic vier Sterne und schrieb, Mario Pavone habe für diese atemberaubende Oktett-Platte ein vielfältiges und hochqualifiziertes Team zusammengestellt; Pavones rhythmisch intensiver, dissonanter und kompositorisch freier Ansatz werde insbesondere von den vielen Bläsern gut unterstützt, besonders von den ausdrucksstarken, sogar ausgelassenen Posaunen, die der Session Aroma verleihen, das an Charles Mingus erinnere. Die Musik, die hier hervorgebracht werde, sei sowohl freudig als auch ernst, aggressiv und komplex, aber dennoch vollends einladend.
Nach Ansicht von Glenn Astarita, der das Album in All About Jazz rezensierte,  nutze der Bassist auf Totem Blues die lobenswerten Talente langjähriger Kollegen, des Pianisten Peter Madsen und des Schlagzeugers Matt Wilson sowie des Posaunisten Art Baron. Pavones Modus Operandi bestehe aus oszillierenden Rhythmen, dicht gewebten Bläser-Arrangements und vielschichtigen Tonschattierungen, wobei die Band durchgehend ein flottes Tempo beibehalte. Pavone zeichne scheinbar die Hektik einer farbenfrohen Metropole auf, die von geometrisch entgegengesetzten Winkeln strotze, da sich die Band häufig mit linearen Themen über siedende Swing-Vamps beschäftige. In „Poet o Central Park“ zeige Baron prominent seinen vollmundigen Ton, während Madsen über seine Mammutblockakkorde und listigen Vertauschungen taumle und den Fluss beschleunige.